# Friedrich Brunner (Musiker)
Friedrich Anton Brunner (* 12. Juni 1922 in Olang, Italien; † 24. Juni 2011 ebenda) war ein norditalienischer Musiker, Komponist, Kapellmeister, Lehrer, Autor und Künstler aus Südtirol. Seine Werke sind in alpenländischer Tradition, vorwiegend für Blasmusik-Klangkörper, geschrieben worden.

## Leben und Wirken
Friedrich Anton Brunner wurde am Rainerhof in Niederolang, als jüngstes von zehn Geschwistern geboren. Nach dem Zweiten Weltkrieg und Gefangenschaft übte er den Beruf eines Volksschullehrers aus. Er war verheiratet und Vater von einem Sohn und zwei Töchtern.
Die starke Neigung zur Musik, die auf seinen Großvater zurückreicht, ermutigte ihn neben seinem Beruf als Lehrer, eine musikalische Ausbildung aufzunehmen. Auf diesem Gebiet wurde er vor allem von Josef Gasser (Chorherrenstift Neustift) geprägt. Im Anschluss daran besuchte er das Konservatorium in Komposition, Klavier und Instrumente für Blasmusik. Besonders beeinflusst haben ihn weiters Peter Giacomelli und Camillo Moser. Auf dem Gebiet der Blasmusik waren es Silvius Deflorian (Rovereto) und Angelo Creonti (Bologna).
1939 war Brunner an der Neugründung der Musikkapelle im Heimatort Olang und am Aufbau mehrerer Musikkapellen des Pustertales vor allem als Kapellmeister beteiligt.
Sein instrumentales Können bewies er durch das Spiel auf der Orgel und der Klarinette, sowie dem Klavier und weiteren Blasmusikinstrumenten, welche er autodidaktisch erlernte. Friedrich Brunner besaß das absolute Gehör.
Im Verband Südtiroler Musikkapellen war er von 1949 bis 1980 aktiv tätig. Im Bezirk Bruneck bekleidete er 13 Jahre lang das Amt des Vize- und dann 17 Jahre lang jenes des Bezirkskapellmeisters. Über zwanzig Jahre leitete Friedrich Brunner ein überregionales Blasorchester, bestehend aus Bläsern verschiedener Musikkapellen.
Friedrich Anton Brunner war auch als Wertungsrichter tätig und bekam unter anderem die Ehrenmedaille des Landes Tirol für besondere Verdienste verliehen.
Der „Marschkönig Friedl Brunner“, wie er von Musikerkollegen und Freunden genannt wurde, verstarb am 24. Juni 2011 in seinem Heimathaus in Olang.